# Bouchagroune
Bouchagroune – miasto oraz gmina w Prowincji Biskra, w Algierii. W 2008 gmina liczyła 13 124 mieszkańców.